# Данілін Сергій Олексійович
Сергі́й Олексі́йович Дані́лін (рос. Данилин Сергей Алексеевич; 8 (21) жовтня 1901 — 28 грудня 1978) — радянський льотчик-випробувач, генерал-лейтенант-інженер. Герой Радянського Союзу (1937).

## Біографія
Народився 8 (21) жовтня 1901 року в Москві. Дитячі роки провів у місті Хімки. Закінчив комерційне училище.
У 1919 році вступив до лав РСЧА. У 1921 році закінчив Московську аерофотограметричну школу. У 1921–1924 роках навчався у Московському державному університеті.
З 1922 року — штурман-випробувач науково-випробувального інституту ВПС СРСР. За його участі пройшли випробування багатьох літаків, успішно розроблено методи та засоби аеронавігації, створено прилади аерофоторозвідки й вирішено проблеми бойового застосування авіації в нічних умовах та великих висотах.
У 1930-х роках С. О. Данілін — постійний учасник відповідальних далеких перельотів у межах СРСР і за кордоном. У 1931–1935 роках був флагманським штурманом груп важких літаків, які брали участь у повітряних парадах над Москвою.
Протягом 12-14 липня 1937 року екіпаж у складі командира — М. М. Громова, другого пілота — А. Б. Юмашева та штурмана С. О. Даніліна на літакові АНТ-25
здійснив безпосадочний переліт Москва — Північний полюс — Сан-Джасінто (США) тривалістю 62 години 17 хвилин (відстань — 10148 км по прямій). У ході перельоту було встановлено 3 світових авіаційних рекорди з дальності польоту.
У 1943–1944 роках — начальник Науково-випробувального інституту спецслужб ВВС, у 1944–1951 роках — заступник начальника Науково-випробувального інституту ВПС і начальник одного з наукових Управлінь ВПС. Один з організаторів штурманської служби у ВПС.
З 1951 по 1960 роки обіймав різні посади у ВПС СРСР: помічник головнокомандувача ВПС з радіотехнічної служби, начальник наукового Управління ВПС, спеціаліст наукової групи при головнокомандувачі ВВС.
У 1960 році генерал-лейтенант-інженер С. О. Данілін вийшов у відставку.
Мешкав у Москві, де й помер 28 грудня 1978 року. Похований на Кунцевському цвинтарі.

## Нагороди і почесні звання
Указом ЦВК СРСР від 1 вересня 1937 року за виконання довготривалого безпосадочного перельоту та виявлені при цьому мужність і героїзм, військінженерові 3-го рангу Даніліну Сергію Олексійовичу присвоєне звання Героя Радянського Союзу. Після встановлення знаку особливої відзнаки, 4 листопада 1939 року йому було вручено медаль «Золота Зірка» (№ 55).
Нагороджений двома орденами Леніна, (01.09.1937, 30.04.1945), двома орденами Червоного Прапора (03.11.1944, 15.11.1950), орденами Суворова 2-го ступеня (18.08.1945), Вітчизняної війни 1-го ступеня (01.07.1944), двома орденами Червоної Зірки (25.05.1936, 17.06.1943), медалями.
Також удостоєний нагороди Міжнародної федерації повітроплавання (FAI) — медалі де Лаво (1937).

## Праці
С. О. Данілін є автором першої в СРСР інструкцію з пілотування за приладами.
У 1935 році ним написано підручник «Аеронавігація», який кілька разів перевидавався.